# Людина з соломи
«Людина з соломи» (італ. L'uomo di paglia) — італійський драматичний фільм 1958 року режисера П'єтро Джермі. Фільм був представлений на Каннському кінофестивалі 1958 року.